# Блатино
Блатино (болг. Блатино) — село в Болгарии. Находится в Кюстендилской области, входит в общину Дупница. Население составляет 163 человека.

## Политическая ситуация
Блатино подчиняется непосредственно общине и не имеет своего кмета.
Кмет (мэр) общины Дупница — Атанас Александров Янев (независимый) по результатам выборов.